# Quel fenomeno di mio figlio
Quel fenomeno di mio figlio (That's My Boy) è un film interpretato da Dean Martin e Jerry Lewis. È il quarto dei loro diciassette film insieme e il primo dove sono i protagonisti, anche se in questo, come in altri film della coppia, ha più peso Jerry Lewis.

## Trama
Jarring Jack Jackson, ex giocatore di football, non è soddisfatto del figlio, Jackson Junior, perché non è uno sportivo come lui. Lo costringe ad andare all'università. Qui Jarring Jackson manda anche Bill Baker e gli dice di assistere Jackson Junior, di farlo diventare bravo a football. In cambio gli pagherà l'università. Bill accetta. Inizialmente Jackson è imbranato e vogliono anche levarlo dalla squadra, ma Bill lo impedisce. Jackson Jr si innamora di una studentessa che però ama Bill ed è ricambiata da questo. Non dicono però niente a Jackson Jr. Bill, dopo una partita andata malissimo a causa di Jackson Junior, gli insegna come giocare. Nelle partite successive non lo fanno giocare, ma nell'ultima viene messo in campo quando la squadra è in svantaggio di 5 punti. Prima con una maldestra quanto fortunata azione riesce ad andare in meta (touchdown) guadagnando 3 punti, ma il suo collega sbaglia la trasformazione da 2 punti che avrebbe dato il pareggio (a quei tempi nel football americano accademico c'era la stessa attribuzione dei punti del Rugby Union classico). Rimesso in campo allo scadere del tempo per battere una punizione molto difficile, riesce nell'impresa, guadagnando 3 punti e dando la vittoria alla sua squadra per 1 punto. Dopo aver scoperto della studentessa e di Bill, dimostra di aver imparato molto da questo e il padre, dopo la vittoria, ne è ora orgoglioso (ripetendo a tutti proprio That's my boy, il titolo del film in lingua originale).